# Chala Beyo
Chala Beyo Techo (18 gennaio 1996) è un siepista etiope.

## Palmarès
| Anno | Manifestazione      | Sede           | Evento       | Risultato | Prestazione | Note |
| ---- | ------------------- | -------------- | ------------ | --------- | ----------- | ---- |
| 2014 | Campionati africani | Marrakech      | 3000 m siepi | 4º        | 8'40"02     |      |
| 2015 | Giochi panafricani  | Brazzaville    | 3000 m siepi | 5º        | 8'28"03     |      |
| 2016 | Campionati africani | Durban         | 3000 m siepi | Oro       | 8'21"02     |      |
| 2016 | Giochi olimpici     | Rio de Janeiro | 3000 m siepi | Batteria  | 8'32"06     |      |
| 2019 | Mondiali            | Doha           | 3000 m siepi | Finale    | dnf         |      |

## Campionati nazionali
2016
- Argento ai campionati etiopi, 3000 m siepi - 8'39"7

2017
- Bronzo ai campionati etiopi, 3000 m siepi - 8'36"5

## Altre competizioni internazionali
2017
- 4º al Bauhaus-Galan ( Stoccolma), 3000 m siepi - 8'22"65

2018
- Argento al Meeting international Mohammed VI d'athlétisme de Rabat ( Rabat), 3000 m siepi - 8'07"27
- Bronzo al Golden Gala ( Roma), 3000 m siepi - 8'11"22
- Argento al Birmingham Grand Prix ( Birmingham), 3000 m siepi - 8'14"61
- Argento ai Paavo Nurmi Games ( Turku), 3000 m siepi - 8'20"03

2019
- Argento al Meeting international Mohammed VI d'athlétisme de Rabat ( Rabat), 3000 m siepi - 8'06"48
- 4º al Meeting de Paris ( Parigi), 3000 m siepi - 8'09"36
- Bronzo al Golden Gala ( Roma), 3000 m siepi - 8'09"95
- 11º al Memorial Van Damme ( Bruxelles), 3000 m siepi - 8'16"85

2021
- 5º al Golden Gala ( Firenze), 3000 m siepi - 8'12"35

2022
- 10º alla Roma-Ostia ( Roma) - 1h01'39"